# 陆勤毅
陆勤毅（1954年—），男，安徽合肥人，中国考古学家。现任安徽大学考古学、博物馆学教授，安徽大学党委书记。

## 生平
1954年出生于合肥。1983年毕业于厦门大学历史系考古专业。

## 社会兼职
- 中共安徽省委教育工作委员会副书记
- 安徽省高校思政研究会会长
- 安徽省考古学会副理事长[1]